# Stammliste der Salburg
Dies ist die Stammliste der Salburg (Salburger), einem Oberösterreichischen Adelsgeschlecht, das sich dann auch in Niederösterreich und Bayern ansiedelte. Das Geschlecht wurde 1605 zu Freiherren „von Salburg zu Aichperg und Falkenstain“ und 1665 in den Grafenstand erhoben.
Über die Vorfahren der Salburg gibt es verschiedene Angaben.
Beim Gotha - genealogisches Taschenbuch (1855) wird ein Sigmund Salburg um 1400 bei Voigtsberg im Voigtlande genannt, verheiratet mit einer Resch von Geroldsau. Sein Urenkel soll Bartholomäus Salburg sein.

## Älteste Stammliste
Die Stammliste ist nach Hoheneck erstellt, ergänzt durch Gotha und weiterer Angaben (siehe Literatur unten).
Hermann von Salburg ⚭ Agnes von Ober-Weinmayr
A1. Bartholomäus Salburg († 1569) ⚭ Anna Zollner von Mätting, To. v. Michael Zollner von Matting u. Kunigunde Haunspöck
B1. Oswald († 1572) ⚭ Brigitta Storch von Claus, To. v. Hans Storch zu Claus, Kais. Landesanwalt in OÖ, u Anna Prunhammer. die Nachkommen blieben im Ritterstand
C1. Hermann von Artstetten ⚭ 1602 in Peybach Eva Reinwald, To. v. Ferdinand Reinwald zu Frankenstein u. Elisabeth Gallenberg
D1. Otto Viktor, starb ledig
D2. Friedrich ⚭ I. NN von Interseer, To. v. Hans Raimund von Interseer und Helena Stangl von Waldenfels, keine Kinder; ⚭ II. 1643 in Artstetten Anna Maria von Hoheneck, To. v. Seifried von Hoheneck zu Senfteneck und Wimpassing und Elisabeth (Gold von Lampoding) (Lampating); ⚭ III. Maria Elisabeth Jagenreuther To. v. Wolf Christoph Jägenreuther zu Pernau u. Sophia Schiffer zu Freyling, keine Kinder.
E1. (II) Hermann Seifried Salburg zu Artstetten und Bierbaum (* um 1657; † 10./11. April 1712 in Aspach, Bayern) ⚭ Christina Lucretia von Lindeck, To. v. Hans Albrecht Herr von Lindeck zu Mollenburg und Anna Katharina Kölnpöck.
F1.  Maria Sophia ⚭ 1699 am Sonntagberg Franz Ferdinand Gf Salburg zu Salaberg, Brandeck und Zellhof (siehe unten)
F2. Maria Regina ⚭ 1721 Georg Friedrich Paucker, Kais Hauptmann
F3.-F4. Maria Katharina, Franziska ledig
F5. Johann Friedrich, Dechant und Pfarrer in Aspach
F6.-F9. Franz, Sigmund, Ernst und Gottfried starben ledig; damit erlosch diese Linie 1712
E2. (II) Karl Friedrich und
E3. (II) Eva Elisabeth
E4. (II) Katharina, alle drei starben ledig
D3. Eva ⚭ Hans Friedrich von Stibar, Herr zu Kröllendorf
C2. Sara starb ledig
B2. Gottfried S zu Au († 1581), ⚭ 1570 Barbara Spiller, (To. v. Georg Spillern zu Mitterberg und Charitas Segger zu Dietach)
C1. Anna Charitas ⚭ Hans Enoch Perger zu Clam
C2. Sabina († 14. August 1626) ⚭ 1598 in Enns Maximilian Häckelberger zu Arbesbach
C3. Elisabeth ⚭ 1606 Georg Wilhelm von Fräncking
B3. Heinrich Salburg zu Aichberg (* 1544; † 15. Dezember 1629), 1591 bekam er Rannariedl, 1605 kaufte er Falkenstein, 1608 Freiherr. ⚭ I. 1573 Lucia Edelpöck von Schönau (To. v. Martin Edelpöck von Schönau und Niedergramsee und Margaretha Rösch), verwitwete Rieder; ⚭ II. 1591 Judith von Freysing (To. v. Christoph von Freysing und Aichach zu Marzoll + Margeretha von Aurberg); ⚭ III. 1606 Johanna Ecker von Kampfing
C1. (I) Elisabeth ⚭ 1604/05 Hans Tumber zum Pruckberg und Wolfseck; verwitwet ging sie 1627 als Maria Angela ins Kloster Maria Loretto bei Landshut
C2. (I) Anna Maria ⚭ 1606 Kaspar Viechter, Pfandinhaber von Burg Ybbs
C3. (I) Rosina ⚭ 1608 Hans Wilhelm von Armansberg zu Oberprunn und Äntzing
C4. (I) Hans Heinrich/Johann Heinrich († 5. Jänner 1633 [1638 lt. Siebm] in Wien), nö. Regierungsrat ⚭ I. 1603 Maria Sauer von Sauerburg, Witwe des NN Westernach von Liechtenwarth/Lichtenberg; ⚭ II. 1631 Anna Dorothea von Starhemberg (To. v. Erasmus von Starhemberg und Elisabeth Ungnad von Weißenwolf), sie ehelichte danach Seifried Leonhard Frh Breuner; keine Kinder. Erben waren die Söhne von Gottfried
C5. (I) Gottfried († 1633 lt. Gotha), → Linie zu Ranariegl; Falkenstein, Hochhaus und Altenhof
C6. (II) Georg Sigmund, († 1669 lt. Gotha) → Linie zu Salaberg
C7. (II) Gottlieb († 1649 lt. Gotha) → Linie zu Riedau und Aichberg
C8. (II) Margaretha ⚭ 1614 Hans Florian von Sprinzenstein
C9. (III) Anna starb früh

## Linie nach Gottfried Salburg - Linie zu Rannariedl
Gottfried von Salburg (* um 1576; † 11. September 1633, ▭ in Englszell), Truchsess von Erhzg. Mathias, Kais. Kämmerer und Hofkammerrat, ⚭ I. 1606 zu Marbach Seraphia Habenschott, keine Kinder; ⚭ II. 1616 zu Graz Maria Katharina von Perwang, Witwe des NN von Paar (* um 1567; † 18. November 1625)
A1. (II) Ferdinand Jakob starb ledig
A2. (II) Sigmund Friedrich († vor 1665) starb in Zweikampf mit Stefan Franz Frh von Oedt zu Götzendorf ⚭ 1644 Elisabeth von Schärffenberg (To. v. Gotthard von Schärffenberg + Anna Kielman von Kielmanseck), sie ehelichte dann Siegmund Ferdinand Graf Katzianer.
B1. Johann Gottfried ⚭ I. NN von Abele, ⚭ II. Franziska Renata Gfn von Caraffa († 1739/40); keine Kinder
B2. Johann Ernst, in Kais. Kriegsdiensten, blieb ledig
B3. Johann Ferdinand (* um 1649; † 27. Dezember 1723 in Linz) 1703 bis 1709 Verordneter des oö. Herrenstandes, ⚭ I. Maria Isabella Freiin von Fünfkirchen (* 2. März 1645; † 18. Juli 1682), (To. v. Hans Sigmund Frh von Fünfkirchen und Polixenia Elisabeth von Schärffenberg) ⚭ II. Maria Anna Gräfin von Starhemberg (To. v. Heinrich Wilhelm Gf von Starhemberg und Susanna Gfn von Meggau), Witwe des Gf Lobgott von Kueffstein; ⚭ III. Maria Katharina Gräfin von Preysing (To. v. Johann Christoph Gf von Preysing und Maria Katharina Freiin von Haßlng), Witwe des Christoph Leopold Gf von Thürheim. Nur Töchter aus erster Ehe:
C1. (I) Maria Franziska ⚭ Hans Leopold Frh von und zu Clam, erwarb dann Ranariegl
C2. (I) Maria Anna, als Antonia und
C3. (I) Maria Theresia, als Isabella Nonnen im Kloster der Ursulinen in Linz
C4. (I) Maria Josefa († 12. April 1725 in Linz) ledig
B4. Johann Reichart († 7. Mai 1713) Kais. Kämmerer ⚭ I. Maria Magdalena Salburg († 1711 in Linz), Tochter des Gottlieb Frh von Salburg und der Anna Maria Gfn Fugger, Witwe des Philipp Jakob Gf von Thürheim; ⚭ II. 1712 Maria Anna Maurer von Hohenstein (To. v. Egon Gotthard Maurer von Hohenstein und Maria Ehrentraud König von Kammern); keine Kinder. Mit ihm erlosch dieses Linie im Mannesstamm; die Güter Falkenstein, Hochhaus und Altenhof erbte Franz Anton Graf von Salburg.
B5. Johann Friedrich starb ledig als Soldat
B6. Wilhelm starben jung
B7. Katharina und
B8. Maria Anna, starben ledig
B9. Maria Elisabeth († 1672 in Steyr) ledig
A3. (II) Isabella Constantia starb ledig

## Linie nach Georg Sigmund Salburg - Salaberger Linie
Georg Sigmund von Salburg  († 1669); erwarb viele Güter; wurde 1665 in den Grafenstand erhoben; ⚭ I. 1622 Barbara von Harrach († 1634, ▭ in Seitenstetten) (To. v. Leonhard Frh von Harrach zu Rohrau und dessen zweiter Ehefrau Anna Gräfin von Ortenburg und Salamanca); ⚭ II. 1635 Sidonia Elisabeth von Schärffenberg (To. v. Gotthard von Schärffenberg und Anna Kielman von Kielmanseck; Schwester der Gattin Sigmund Friedrichs)
A1. (I) Johannes Leonhard Franz und
A2. (I) Johannes Sigismund Karl starben jung
A3. (II) Georg Friedrich, Domherr zu Passau und Olmütz
A4. (II) Gotthard Heinrich († 30. Juli 1707 in Wien) 1680 Verordneter des oö.? Herrenstandes, Geheimrat und Hofkammer-Präsident, erhielt 1691 das böhmische Incolat; ⚭ I. Maria Barbara Polixena Gf von Althann; ⚭ II. Maria Franziska Gf von Paar; ⚭ III. Landelina Gf von Buquoy; ⚭ IV. Maria Charlotte Gf von Fünfkirchen; nur ein Sohn (mit 2. Gattin)
B1. (II) Franz Ludwig (* 1689 in Augsburg; † um 1758), Kais. Kämmerer, Marshall und General-Kriegskommissär, 1735 Orden vom Goldenen Vlies erhalten;; ⚭ Maria Anna Gfn von Kuefstein († nach 1750); keine männlichen Nachkommen, Fideikommiss ging an seinen Onkel Franz Ferdinand
B2. Franziska, Klosterfrau in Metz
B3. Theresia, 1753 Witwe des NN Grafen Coronini
A5. (II) Franz Ferdinand Salburg zu Salaberg und Prandeck († 1711/1713?, ▭ in Seitenstetten), Kais. Kämmerer und Feldmarschall-Leutnant; erwarb 1709 Herrschaft Greinburg mit Ruttenstein im Machlande. ⚭ I. 1699 Maria Sophie, Tochter des Hermann Seifried von Salburg und Christine Lucretia Freiin von Lindegg (siehe oben); vererbte seinen Besitz an seinen minderjährigen Sohn:
B1. Norbert Anton Oswald Salburg ⚭ 1723 Jakobina Gfn von Thürheim
C1. Christoph Ludwig (* 25. Jänner 1728; † 1775?)
C2. Rudolf Ferdinand Graf von Salburg (* 1732; † 19. April 1806) k. k. Generalfeldwachtmeister; ⚭ 27. März 1778 Maria Anna, To. des Fürsten Franz Ulrich von Kinsky; keine Kinder. Teile erbte sein Neffe Josef Carl Ferdinand
C3. Leontine Salburg ⚭ 1758 Carl Gundacker Josef Gf von Dietrichstein;
D1. deren Sohn Josef Carl Ferdinand von Dietrichstein beerbte Rudolf Ferdinand.
A6. (II) Franz Sigmund,
A7. (II) Johann Ernst,
A8. (II) Reichhart Ludwig,
A9. (II) Otto Friedrich und
A10. (II) Franz Ferdinand starben ledig
A11. (II) Anna Judith († 25. Dez 1668) ⚭ 1657 Christoph Leopold Gf von Thürheim

## Linie nach Gottlieb Salburg - Linie Riedau und Aichberg
Gottlieb Salburg zu Riedau († 3. September 1649, ▭ in Riedau), Kais. Kämmerer und Oberstwachtmeister, liegt in der von ihm gestifteten Pfarrkirche begraben (wie alle Angehörigen); ⚭ I. Sabina Rauchenberger; ⚭ II. 1637 Augsburg Anna Maria Fugger, Gräfin von Kirchberg und Weissenhorn (To. v. Johann Fugger, Gf von Kirchberg und Weissenhorn und Maria Eleonora Gfn von Hohenzollern)
A1. (I) Maria Elisabeth und
A2. (I) Anna Maria starben beide ledig
A3. (II) Hermann von Salburg zu Riedau und Aichburg (* 1640; † 1679) seit 1665 Graf; ⚭ Franziska Genovefa Freiin von Knörring (To. v. Johann Friedrich Frh von Knörring, Herr auf Stambsried und Höflein und Sidonia Constantia Gold von Lampoding)
B1. Franz Joseph starb ledig
B2. Franz Anton von Salburg († 24. April 1720 zu Riedau), erbte von Johann Reichard aus der ersten Linie Falkenstein, Hochhaus und Altenhof; ⚭ I. 1702 Barbara Maria Christine Gräfin von Seyboltsdorf (To. v. Ott Heinrich Gf von Freien-Seyboltsdorf auf Frauen-Sadlern etc., Chur.-bayr. Geheimer Rat, Landschaftsverordneter zu Landshut; und Christina Cordula Scharffseder von Riedgarting), keine Kinder; ⚭ II. 1705 zu Riedau Maria Josefa Theresia Constantia Freiin von Lerchenfeld (To. v. Maximilian Dietrich Frh von Lerchenfeld auf Amerland, Prag und Spillberg etc.; und Maria Franziska Isabella Freiin von Schönburg; Maria Josefa ehelichte 1724 Josef Friedrich Gf von Seeau)
C1. Maria Magdalena Martha Anna Franziska (* 5. Jänner 1707)
C2. Johann Reichard II. Franz Anton (* 2. April 1708 Riedau; † 19. Juli 1742) churbayr. Kämmerer, ⚭ 1729 Maria Josefa Secundia Gfn von Sprinzenstein; hinterließ seinen Söhnen hohe Schulden.
D1. Franz Anton (* 14. November 1737; † 10. Juni 1759)
D2. Johann Reichard III. (* 20. Jänner 1739; † 1. Mai 1789) ⚭ Anna Maria Gfn Fieger von Hirschberg
E1. Josef (* 19. März 1770; † 22. Jänner 1843) ⚭ I. Theresia Gfn von Auersperg-Purgstall († 20. September 1829); ⚭ II. 1830 Franziska Freiin von Sobeck und Kornitz (* 12. Mai 1794 in Troppau).
F1. Angela (* 1. Oktober 1792 Linz; † 4. Juli 1878 Kochanitz) ⚭ Johann Graf von Sprinzenstein (1786–1845)
E2. Johann Reichard IV./Richard (* 11. September 1771; † 27. April 1833) ⚭ Julianna Gfn Draskovich de Trakostjan (1786–1810)
F1. Julie (* 1807)
F2. Franz Julius (* 1807; † 1862)
F3. Johann Nepomuk Graf Salburg von Falkenstein (* 8. Dezember 1809; † 23. November 1865) ⚭ Aloysia Klara Barbara Theresia Elisabeth Gyömörey von Györi Gyömöre und Töllwár (* 12. August 1815; † 5. Februar 1894 Linz) — siehe unten
C3. Johann Ferdinand Ludwig Adam (* 22. Juli 1717 Schloss Altenhof)
C4. Maria Katharina Josefa Cordula Anna (* 8. Mai 1717; † 13. März 1725)
B3. Maria Constantia
A4. (II) Hans/Johann Achaz von Salburg (* um 1641; † 1672, ▭ in Riedau), kaufte Schloss Tratteneck ⚭ Maria Clara Hörl; keine Kinder
A5. (II) Maria Magdalena ⚭ I. Philipp Jakob Gf von Thürheim zu St. Panthaleon; ⚭ II. Johann Reichard Graf von Salburg (siehe Linie nach Gottfried Salburg B4.)

## Jüngste Linie der Salburg-Falkenstein
A1. Johann Nepomuk Graf Salburg, Freiherr zu Falkenstein etc. (* 8. Dezember 1809; † 23. November 1865) k. k. Kämmerer, 1863–1865 Besitzer von Leonstein ⚭ Aloysia Klara Barbara Theresia Elisabeth/Luise Gyömörey von Györi zu Gyömöre auf Tölvár (* 12. August 1815; † 5. Februar 1894 Linz), k. k. Sternkreuzordensdame
B1. Otto Arthur Adelbert Graf Salburg, k. k. Kämmerer, Rittmeister (* 26. April 1834 in Magyar Adád; † 4. Dez 1891 in Graz, ▭ Grünburg) ⚭ Hildegard Anna Franziska Ernestine von Holenia (* 9. Jänner 1849 in Egendorf, Blankenhain, Thüringen; † nach 1907)
C1. Theodor Edmund Johann Nepomuk Otto Graf Salburg, Dr. iur. (* 7. Jänner 1870 auf Leonstein; ) Oberleutnant im 6. Ulanenregiment, ⚭ 5. Nov 1896 Olga Freiin von der Decken genannt von Offen (* 30. Dezember 1876 in Groß-Kanisza/Nagykanizsa; ) To. d. Wilhelm Frh von Decken-Offen, k. k. Kämmerer und Generalmajor a. D. und Henriette Baronin Hoenikstein
D1. Herta Maria Lucie Gabriele (* 12. Juli 1899 in Gmunden)
D2. Ilse Norberta Gustava Olga (* 5. Mai 1904 in Leonstein; ) ⚭ Sigmund Konstantin Gabriel Edler von Pott (1881–1953)
D3. Heinrich Norbert Wilhelm (* 4. August 1905 in Leonstein; † 26. Juni 1972) ⚭ Sophie Gräfin von und zu Eltz (* 6. Februar 1906 in Tillysburg; † 31. Jänner 1975)
C2. Editha Ernestine Luise Hildegarde von Salburg (* 14. Oktober 1868 in Leonstein; † 3. Dezember 1942) Schriftstellerin, Publizistin und Verlagsleiterin ⚭ Franz Baron Krieg von Hochfelden (1857–1919)
C3. Maria Gabriele Ernestine Luise Hildegard (* 14. Oktober 1873 in Leonstein; ) ⚭  Karl Ritter von Jäger, Landespräsident i. Pens.
C4. Otto starb mit 19 Jahren
B2. Arthur Carolus Joannes Nepomuk Maria Sigismundus (* 1841 in Varaždin)
B3. Xavera Isidora Stephanie Viktoria Aloysia (* 28. Oktober 1847 in Altenhof Mecklenburg-Vorpommern; † 19. Jänner 1915 in Linz), Stiftsdame des adeligen Damenstift Brünn
B4. Julius Richard Stephan Viktor Joseph (* 13. Dezember 1853 in Altenhof; † 29. Februar 1944 in Gmunden) k. k. Kämmerer und k. k. Statthaltereirat in Gmunden ⚭ Hellena Gräfin Schaffgotsch genannt Semperfrei von und zu Knast (* 12. April 1847 in Wien; † 13. Februar 1928 in Gmunden)
C1. Emanuel, Leutnant beim 12. Ulanenregiment
C2. Marie Agnes
B5. Aloysia Norberta Franziska Josepha Antonia Kasparine ⚭ Otto Baron von Spiegelfeld, Bezirkshauptmann

## Abkürzungen und Erklärung

### Erklärung
| Text         | bedeutet                                              | oder                    |
| 1848/50      | 1848 ODER 1850                                        |                         |
| 1848–50      | VON 1848 BIS 1850                                     | zwischen 1848 und 1850  |
| 1848?        | fraglich oder unsicher                                |                         |
| Hanns (Hans) | kursiv Original-, in Klammer die heutige Schreibweise |                         |
| Hans/ Hanns  | verschiedene Schreibweisen                            | gleichwertige Varianten |

### Abkürzungen und Symbole
| *      | geboren                 | R.      | Ritter                       | NÖ, nö     | Österreich unter der Enns, -isch |
| ⚭      | Eheschließung, Hochzeit | Hr      | Herr                         | OÖ, oö     | Österreich ob der Enns, -isch    |
| †      | gestorben               | Frh     | Freiherr                     | Ktn, ktn   | Kärnten, kärntnerisch            |
| ▭      | begraben in             | Frn     | Freifrau, Freiin             | Stmk, stmk | Steiermark, steirisch            |
| gen.   | genannt                 | Gf      | Graf                         | Tir, tir   | Tirol, tirolerisch               |
| To. v. | Tochter von             | Gfn     | Gräfin                       | Slb, slb   | Salzburg, Salzburger             |
|        |                         | Verord. | Verordneter (der Landschaft) | Böh, böh   | Böhmen, böhmisch                 |